# Arctostaphylos catalinae
Arctostaphylos catalinae, de nombre común en inglés : Santa Catalina Island manzanita y en español : madroño de la isla de Santa Catalina, es una especie dentro del género Arctostaphylos perteneciente a la familia  Ericaceae. Es endémica de California, donde solamente crece de forma natural en las islas del canal de California, específicamente en la Isla de Santa Catalina. 

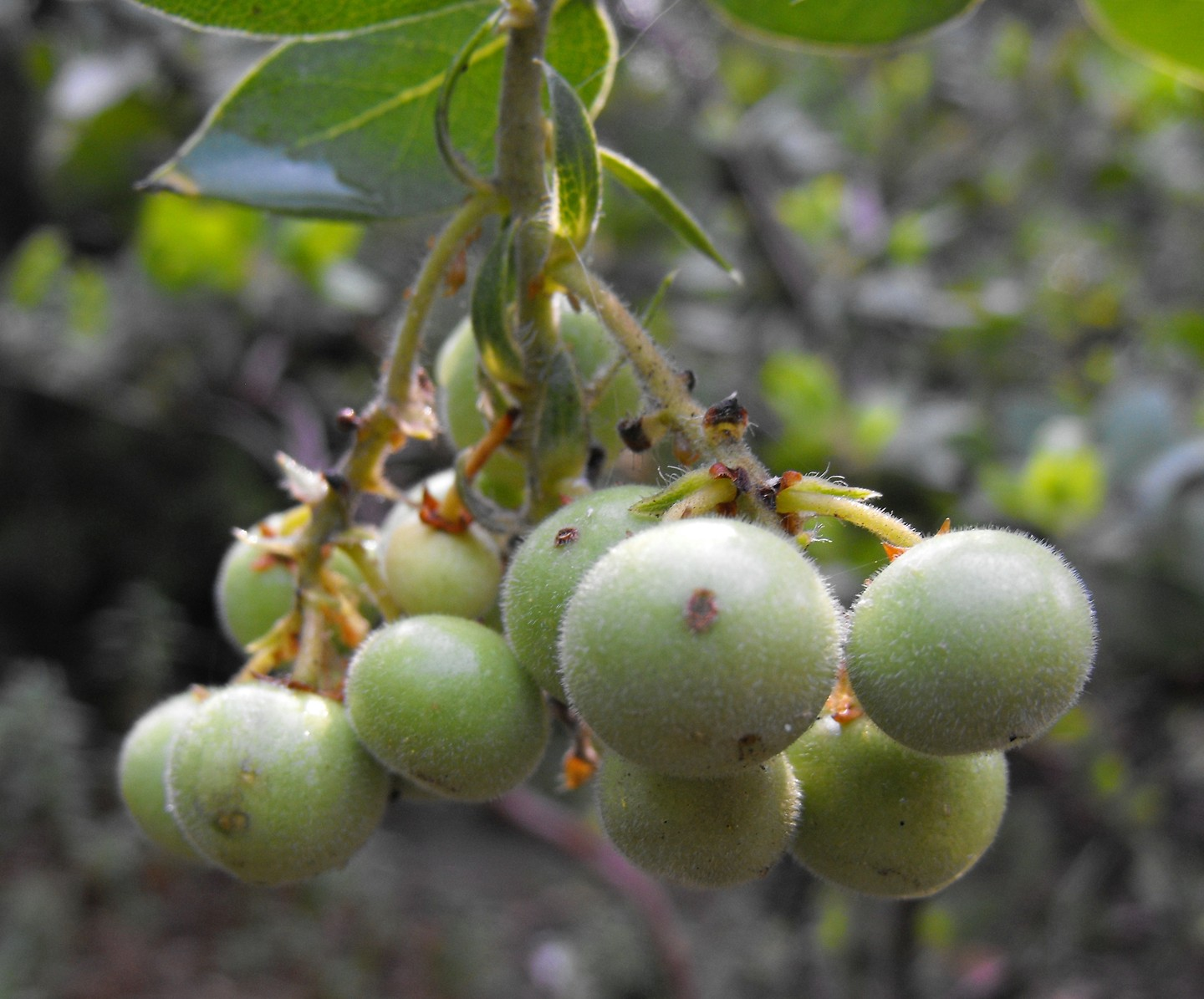
Frutos

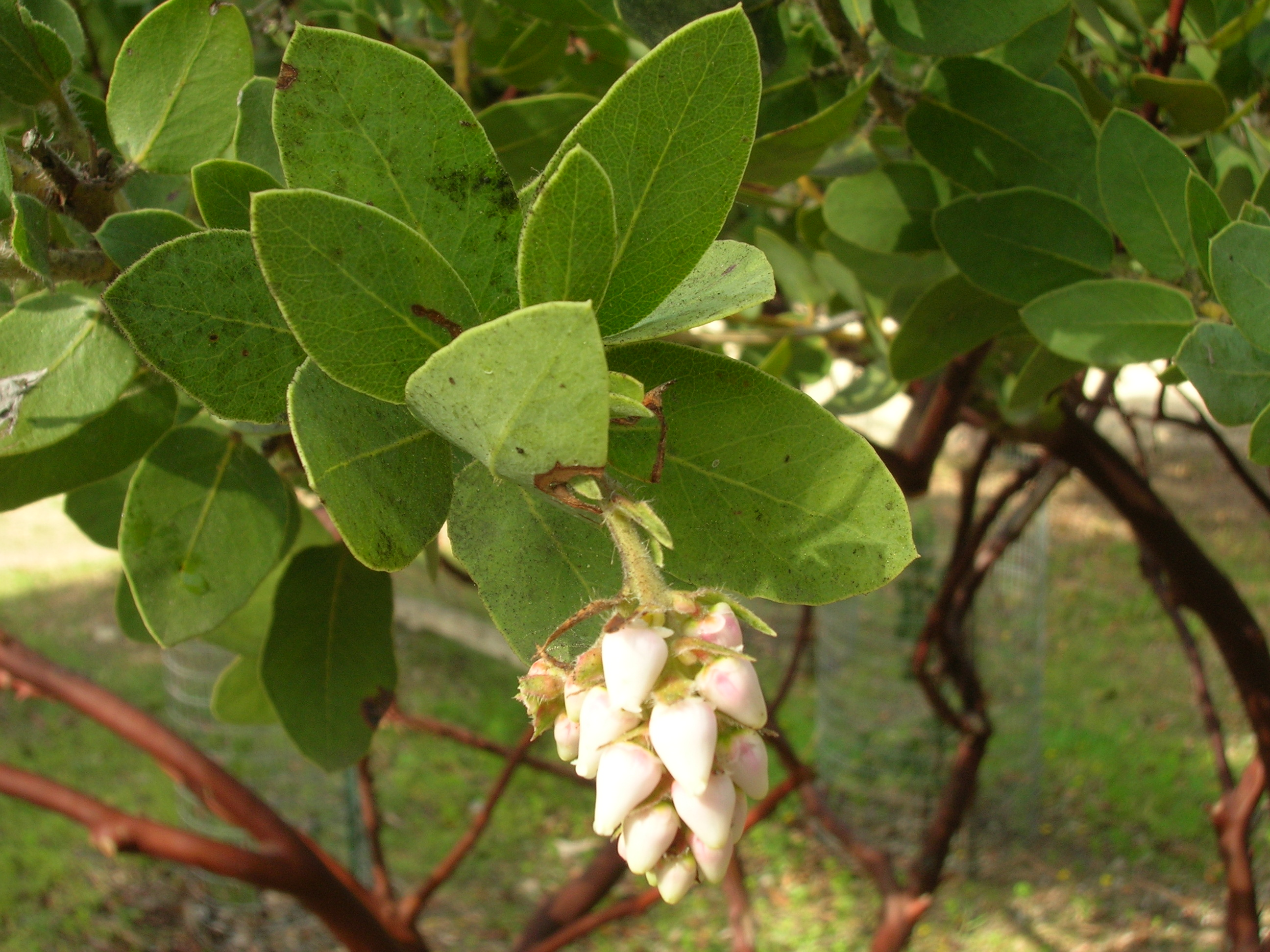
Hojas y flores

## Descripción
Es un arbusto manzanita de porte alto, erecto de 2 a 5 m de altura. Las ramitas densas con glándulas con pelos largos, blancos. Las hojas tienen un pecíolo de 2 a 6 milímetros. El haz de color verde glaucescente, con forma oval de lanceolada a elíptica, de 2-5 al × 1,5-3 cm, con la base truncada a levemente lobulada, con los márgenes enteros o levemente serrados, planos, superficie, glandular híspida. 
Inflorescencias en panículos de 4 a 10 ramitas, la inflorescencia aún no madura colgante, se separa levemente del eje de las ramas de 2 a 3 cm, con más de 1 milímetro diam., con gran densidad de  glándulas peludas con los pelos largos, blancos. Brácteas no pegadas (traslapándose en el 1/2 distal, verde), con apariencia de hojas, lanceolada de  estrecha a oval, con 6 a 10 (- 15) milímetros, ápice agudo, superficies con escasas glándulas peludas. Pedicelos de 2 a 5 milímetros, densamente peludo. 
Las flores con la corola blanca, cónica, con ovario densamente peludo blanco, escasamente glandular peludo. Da fruto globoso, de 8 a 15 milímetros de diámetro, escasamente peludo. Florece en el invierno, y principios de la primavera. 
Habita en el Chaparral, y en arbolados abiertos. Está adaptado a las brisas marinas salinas en los acantilados de la isla donde habita.

## Taxonomía
Arctostaphylos catalinae fue descrito por Philipp Vincent Wells y publicado en Madroño 19(6): 193–195. 1968.
Etimología
Arctostaphylos: nombre genérico que deriva de las palabras griegas arktos =  "oso", y staphule = "racimo de uvas", en referencia al nombre común de las especies conocidas  y tal vez también en alusión a los osos que se alimentan de los frutos de uva.
catalinae: epíteto geográfico que alude a su localización en la Isla Catalina, en referencia a lugar donde se recogió la primera muestra.